# Försonare, som färgar röd
Försonare, som färgar röd är en psalm med text av A. Hydén och melodi av Asa Hull. Den har 8 verser, går i 6/8-takt och D-dur.

## Publicerad som
- Nr 55 i Sions Sånger 1951
- Nr 17 i Sions Sånger 1981 under rubriken "Från Getsemane till Golgata".
- Nr 33 i Sionsharpan 1993 under rubriken "Kristi lidande och död".